# Nina Farwig
Nina Farwig (* 1977) ist eine deutsche Biologin und Professorin für Naturschutz an der Philipps-Universität Marburg. Farwig leitet die Arbeitsgruppe Naturschutz.
Ihre Forschung bewegt sich in der Biodiversitätsforschung speziell um das Verständnis der komplexen Zusammenhänge zwischen biologischer Vielfalt und Ökosystemfunktionen.

## Ausbildung und Leben
Nina Farwig studierte in Marburg Biologie mit den Schwerpunkten Naturschutzbiologie, Ökologie und Zoologie. Sie schrieb ihre Diplomarbeit (in Kooperation mit der Universität Mainz) zur Bestäubungsökologie einer zweihäusigen Baumart (Diözie) auf Madagaskar („Pollination ecology of the dioecious tree Commiphora guillauminii (Burseraceae) in Madagascar“). Sie promovierte zur Auswirkung von Fragmentierung auf tropische Regenwälder. Im Rahmen des BIOTA-Projekts koordinierte sie als Postdoc an der Universität Mainz einen Teilforschungsbereich. 2008 erhielt sie die Möglichkeit eines Gastaufenthaltes in der Zoologie der Universität Bern.
Von 2008 bis 2015 war sie Juniorprofessorin in Marburg. Ihre Juniorprofessur war eine Stiftungsprofessur der Robert Bosch Stiftung. Seit 2015 hat sie den W3-Lehrstuhl für Naturschutz inne. Ebenfalls seit 2015 leitet sie die Gruppe Naturschutz im Fachbereich Biologie der Phillips-Universität.

## Forschung und Lehre
Ihre Forschungsschwerpunkte ist die funktionelle Biodiversitätsforschung auf unterschiedlichen räumlichen Skalen und Untersuchung zu Wechselwirkungen von Biodiversität und Ökosystemfunktionen. Selbst erklärtes Ziel ihrer Forschung ist die Entwicklung von Strategien für das nachhaltige Management von Ökosystemdienstleistungen und den Erhalt von Biodiversität und Ökosystemfunktionen.